# Smrt (Městečko South Park)
Smrt (v anglickém originále Death) je šestý díl první řady amerického komediálního animovaného televizního seriálu Městečko South Park.

## Děj
Stanův dědeček slaví 102. narozeniny a chce po Stanovi, aby ho zabil. Mezitím si Kyleova matka všimne sprostého seriálu Terrance and Phillip, na který se většina dětí dívá. Odjede do New Yorku, kde uspořádá protesty před budovou televizní stanice, na kterou se jeden po druhém katapultem vystřelují a následně tak páchají sebevraždu. Televizní stanici to však neodradí, ale když se mezi protestujícími objeví úplavice, stahují pořad z vysílání. Stan v South Parku pochopí dědovo utrpení a pokusí se ho zabít. Než odstřihne lano s krávou, která je nad dědečkem, objeví se Smrt, která si však šla celou dobu po Kennym. Smrt přivolá dědečkova dědečka, který tráví posmrtný život v pekle za to, že přinutil svého vnuka (Stanova dědečka) k tomu samému a poradil mu, aby si počkal na přirozenou smrt. Smrt si vzala Kennyho život. Po návratu rodičů z New Yorku se začne vysílat obdobně sprostý seriál, který rodiče donutí vrátit se do New Yorku. Stanův dědeček odteď nechává život osudu a chce jet do Afriky, protože tam lvi údajně zabijí 400 lidí za rok.